# Jean de Sperati
Jean (Giovanni) de Sperati, född 14 oktober 1884 i Pisa, död 27 april 1957 i Aix-les-Bains, var en frimärksförfalskare.

## Uppväxt
Han föddes i Pisa i Italien, men levde större delen av sitt liv i Frankrike. Som barn började han att samla frimärken. Han var särskilt intresserad av tryckteknik, men även av fotografering som var i sin barndom vid den tiden. Släktingar ägde en vykortsfabrik och ett pappersbruk. Genom detta fick han kunskap om fotografering, tryckteknik och kemikalier och detta utgjorde basen för hans framtida karriär som frimärksförfalskare. 

## De första förfalskningarna
Hans första förfalskningar var av värdefulla frimärken från San Marino och experter trodde de var äkta. Därefter började han tillverka åtskilliga kopior av värdefulla frimärken från hela världen. Till slut blev det över 500 förfalskningar av högsta kvalitet från över 100 olika länder.
1942 kom han för första gången i sitt liv i konflikt med lagen. En sändning från Sperati som innehöll falska tyska frimärken till en frimärkshandlare i Lissabon undersöktes av den franska tullen. Han anklagades för att "exportera kapital" utan tillstånd och för försök att undvika tullavgifter. Han förklarade för polisen att sändningen innehöll förmodat värdefulla kopior som han själv gjort.

## Rättegången 1948
I domstolen hade polisen kallat in landets främsta frimärksexperter under ledning av den franske kriminologen Edmond Locard för att reda ut omständigheterna. De intygade att frimärkena var värda minst 223 400 franska franc. För att undvika höga böter var Sperati tvungen att bevisa att frimärkena var förfalskningar han själv hade gjort och därför värdelösa. Han erkände att han hade varit en framgångsrik frimärksförfalskare under de senaste 30 åren.
Han förklarade för domstolen att han inte hade några bedrägliga avsikter när han sålde frimärkena utan ansåg att han var konstnär och inte förfalskare. Han förklarade att han helt enkelt glömt att markera frimärkena som förfalskningar och lovade att göra detta i framtiden. Han påstod att han hade sålt förfalskningarna för cirka 1 % av det normala marknadsvärdet för att småsamlare skulle kunna ha dessa frimärken i sina samlingar. Domstolen dömde i april 1948 de Sperati till ett års fängelse, 10 000 francs i böter och ytterligare 300 000 francs för brottsliga avsikter. Han fälldes inte på grund av förfalskningarna utan för sina "bedrägliga avsikter".

## Efter domen vunnit laga kraft
Jean de Sperati behövde inte avtjäna sitt fängelsestraff på grund av sin ålder, 64 år. 
1954 sålde han alla kvarvarande förfalskningar tillsammans med tryckplåtarna till British Philatelic Association för en enorm summa pengar. Han drog sig därefter tillbaka från förfalskarbranschen och lovade att aldrig förfalska ett frimärke igen. Motivet till att sälja utrustningen var att förhindra att den skulle komma i händerna på någon som ville imitera hans verk. Han avled tre år senare i Aix-les-Bains, 72 år gammal.

## Hans livsverk
Jean de Speratis förfalskningar är bland de bästa i världen. Många av dem finns oupptäckta i olika samlingar. Han förfalskade bara med mest värdefulla rariteterna med en oefterhärmlig precision som ingen annan förfalskare uppnått. En Speratiförfalskning är idag inte värdelös utan specialsamlare är beredda att betala höga priser för dem; andra förfalskningar är däremot oftast värdelösa.